# Tarchan
Tarchan (engl. Tarkhan) ist die moderne Bezeichnung eines großen Gräberfeldes in Ägypten. Der Friedhof liegt ca. 50 km südlich von Kairo nahe den Ortschaften Kafr Ammar und Kafr Turki. In den Ausgrabungspublikationen werden mit Tarchan die Gräber der altägyptischen 1. Dynastie bezeichnet, unter Kafr Ammar, alle späteren, obwohl sich die Bestattungen aller Epochen auf demselben Gräberfeld befinden.

## Entdeckung und Datierung
Tarchan wurde 1911 bis 1912 von Flinders Petrie ausgegraben, der über 2000 Gräber fand. Ein sehr großer Teil von ihnen datiert in der Zeit um 3000 v. Chr. Es gibt Bestattungen des Alten Reiches, der 1. Zwischenzeit, der 3. Zwischenzeit, der Spätzeit und der griechisch-römischen Periode. Das Mittlere und Neue Reich waren dagegen nur mit einzelnen Gräbern vertreten.

## Details

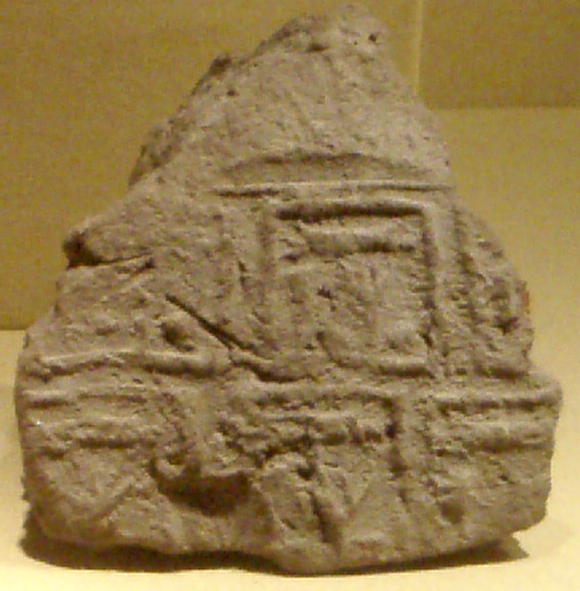
Siegelabdruck mit dem Namen des Narmer, aus Tarchan, Grab 414

In Tarchan fanden sich drei große Mastabas mit einer Palastfassade, die in die 1. Dynastie datieren und zahlreiche eher einfache Bestattungen aus der Zeit kurz vor der 1. Dynastie. Es kann vermutet werden, dass sich in der Nähe einst eine große Stadt befand, die vor allem am Beginn der ägyptischen Geschichte blühte, im Verlaufe der 1. Dynastie aber an Bedeutung verlor.
Die meisten Grabanlagen waren einfache Gruben in der Erde. Die Toten waren meist als Hockerbestattung beigesetzt. Beigaben waren einige Gefäße, Schmuck bei Frauen, Waffen und Werkzeuge für Männer. Die Erhaltungsbedingungen für organische Materialien sind vor Ort relativ gut und so fanden sich viele, teilweise recht einfache Holzsärge, aber auch Möbel oder Gefäße aus Holz. In einer der großen Mastabagrabanlagen konnte ein Grabräuberversteck entdeckt werden, das vor allem Leinen enthielt. Von hier stammt das vielleicht älteste Gewand Ägyptens.
Aus dem Alten Reich stammen einige undekorierte Mastabas. In der Spätzeit wurde hier ein Tempel errichtet, der jedoch undekoriert ist und somit keinem Gott zugewiesen werden kann. Aus römischer Zeit stammt ein Mumienporträt.

## Einzelne Grabanlagen

### Grab 414

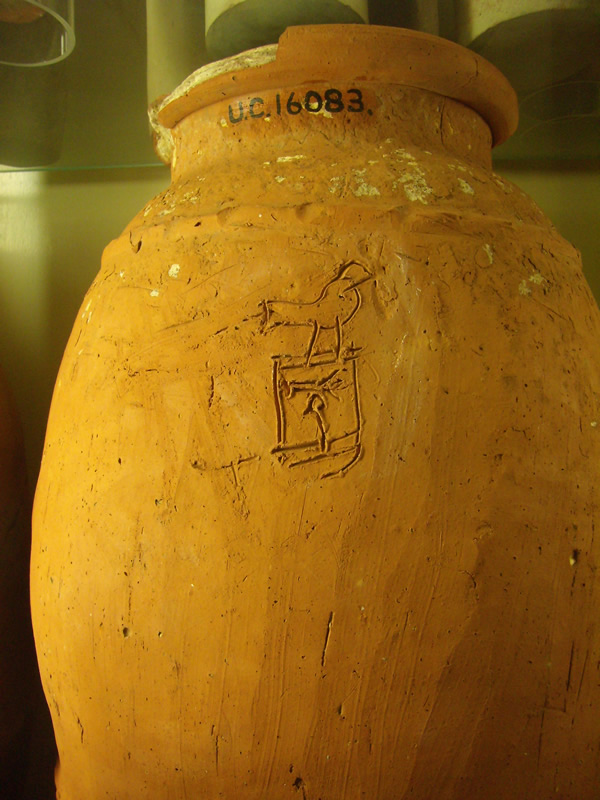
Gefäß mit dem Namen Narmer aus Grab 414

Grab 414 datiert an dem Übergang zur 1. Dynastie. Die Grabkammer ist ca. 1,67 × 3,55 × 1,8 m groß und war mit Lehmziegeln verkleidet. Es ist damit das größte Grab in Tarchan vom Anfang der 1. Dynastie und dürfte einer wichtigen Person gehört haben. Von einem Oberbau fanden sich keine Reste. Die Grabkammer war beraubt, doch fanden sich darin noch ein großes mit einer Ritzungsinschrift beschriftetes Gefäß und zahlreiche Siegelabdrücke. Auf ihnen erscheint vor allem der Name von König Narmer, so dass angenommen werden kann, dass der Grabbesitzer unter diesem Herrscher verstarb. Ein Siegel zeigt eine Palastfassade mit einem Rinderkopf bekrönt. Neben diesem Bau sind Krokodile dargestellt. Günter Dreyer sah darin das Siegel einen Königs Krokodil. Diese Interpretation wird nicht von allen Ägyptologen anerkannt und es wird vermutet, dass es sich hier um das Siegel des Sobektempels handelt.

### Mastaba 1060
Diese ist die größte und älteste Mastaba in Tarchan, die vielleicht unter König Wadji erbaut wurde. Der Bau ist 34 × 15,6 m groß und zeigt an den Längsseiten etwa 10 Nischen, wobei diese Zahl geschätzt ist, da die Mastaba an den Enden nicht gut erhalten ist. Im Inneren befinden sich 14 Räume, in denen vielleicht Grabbeigaben untergebracht worden sind. In der Mitte befindet sich die unterirdische Grabkammer, an den Schmalseiten jeweils zwei Nebenkammern, die ohne Tür waren, jedoch symbolische Türen in der Grabkammer hatten. Die Nischen der Palastfassade waren einst rot bemalt, nur eine Nische war unbemalt, hier fand sich ein hölzerner Fußboden. Vielleicht stand hier einst eine Stele, jedenfalls handelt es sich mit Sicherheit um eine Opferkultstelle. Um die Mastaba herum befand sich eine Mauer. Der Name des ursprünglichen Besitzers ist unbekannt.

## Bedeutung in der Ägyptologie
Tarchan ist bis heute der größte publizierte Friedhof aus der Zeit der Reichseinigung.